# 호지차

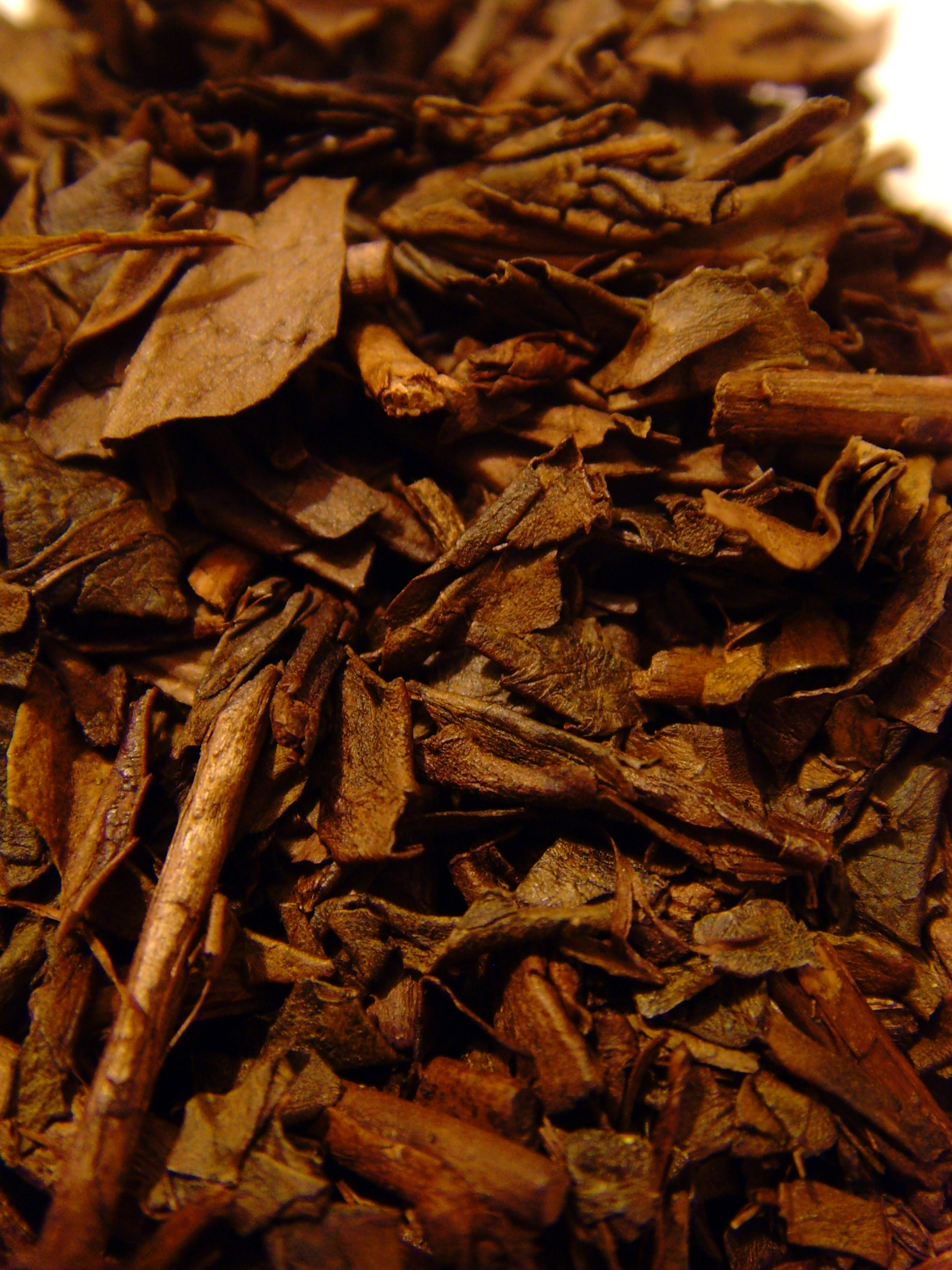
호지차 찻잎

호지차(일본어: ほうじ茶 또는 焙じ茶)는 차나무의 잎을 덖어서 만든 차이다. 일반적으로 엽차를 덖는 경우가 많다. 맛은 고소하고, 쓴 맛이나 떫은 맛은 거의 없다. 높은 온도에서 가열하므로 잎의 색이 녹색에서 붉은 갈색으로 변화한다. 현재의 제조법은 1920년대 일본 교토에서 확립된 것으로 알려졌다.

## 같이 보기
- 녹차
- 엽차